# Batalla de Adrianópolis
La batalla de Adrianópolis (en latín: Proelium Hadrianopolitanum) fue un enfrentamiento armado que se libró el 9 de agosto de 378 d. C. en las llanuras al noroeste de la ciudad romana de Adrianópolis (actual Edirne, en la Turquía europea). En ella se enfrentaron las fuerzas de Fritigerno, jefe de los tervingios, y el ejército del Imperio romano de Oriente comandado por el propio Emperador Flavio Julio Valente (328-378), quien murió en la batalla y cuyo ejército fue aniquilado.
El desarrollo de esta batalla se conoce en detalle gracias al relato de dos historiadores romanos contemporáneos: Amiano Marcelino (c.320-c.400) y Paulo Orosio (c.383-c.420).
Fue el último combate en el que los romanos emplearon sus clásicas legiones, pues a partir de entonces los ejércitos comenzaron a poner más énfasis en la caballería y las pequeñas divisiones armadas, como los comitatenses. Esta sustitución de la infantería por la caballería está documentada desde esta época (siglo IV) en las descripciones de uno de los cronistas de esta batallaː Amiano Marcelino. En el siglo XX el profesor británico Norman H. Baynes resaltó este hecho.
La derrota romana en Adrianópolis, en el marco de la historia de esta civilización, solo es comparable a desastres como Cannas (216 a. C.), Arausio (105 a. C.), Carras (53 a. C.), Teutoburgo (9 d. C.), Aquileya (170) y Edesa (259 o 260).

## Antecedentes

### Migración de los godos
Los godos procedían originalmente del sur de Escandinavia, pero a partir del siglo I a. C. emigraron hacia el sudeste, asentándose dos siglos más tarde en las grandes llanuras al norte del mar Negro. Allí se dividieron con el tiempo en dos ramas, los greutungos, identificados a veces con los posteriores ostrogodos, y los tervingios, probablemente los que luego fueron conocidos como visigodos, separados por el río Dniéster.
Los tervingios se extendieron enseguida hacia el suroeste, cruzando con frecuencia la frontera romana y realizando todo tipo de saqueos, hasta que llegaron a un acuerdo por el cual los romanos les cedían la provincia de Dacia (oeste de la actual Rumania) a cambio de la paz durante el reinado de Aureliano, entre 270-275. Constantino el Grande (272-337) les convirtió en federados del Imperio (foederati) y les encargó la defensa del limes danubiano a cambio de importantes sumas de dinero. A pesar de las crisis económicas de los siglos III y IV, el Imperio seguía siendo un territorio de gran riqueza, por lo que eran frecuentes los saqueos de las provincias allende el Danubio, supuestamente para reclamar una mayor paga, pero también participando en las luchas por el poder imperial. Así sucedió en 365, cuando apoyaron al usurpador Procopio (326-366) por ser pariente de Constantino, aunque es más probable que pensaran que, si vencía, sería generoso con ellos; y en 369. Luego Valente consiguió infligirles una sería derrota militar.
Al siguiente año, los godos se encontraron a sus espaldas con un enemigo con el que no contaban: los hunos. Este pueblo de jinetes asiáticos derrotó estrepitosamente a los alanos del Volga y se extendió rápidamente por las estepas de la moderna Rusia, enfrentándose a los greutungos (ostrogodos) en 370, que fueron también vencidos y forzados a servir en su ejército junto con otros pueblos germánicos. Las noticias relatadas por los refugiados greutungos (ostrogodos) pusieron a sus hermanos del oeste en pie de guerra, pero cuando los hunos atravesaron en el año 376 el Dniéster para enfrentarse con ellos, los godos occidentales fueron derrotados igualmente. Los hunos formaban varios grupos que obedecían a distintos jefes. Estas guerras deben interpretarse como un incremento del número y escala de las razias más que como una invasión organizada. Al contrario que sus hermanos orientales, los visigodos tuvieron ocasión de huir y la aprovecharon, solicitando a los romanos cruzar el Danubio e instalarse esta vez en la provincia de Moesia, en las actuales Bulgaria y Serbia. Los romanos no rechazaron la propuesta, pues les convenía para defender los Balcanes de la previsible futura invasión de los hunos. Las diversas confederaciones tribales germánicas sumaban entre tres y tres millones y medio de personas, equivalentes al 5 o 6% de la población imperial, pero su constante crecimiento las hacía competir cada vez por los limitados recursos de Germania y Escandinavia, haciendo inevitable que trataran de inmigrar al rico territorio romano, ya fuera pacífica o violentamente.
Estas huestes estaban violentamente enemistadas entre sí; por esto sus incursiones «fueron, pues, «ataques locales con fuerzas limitadas», aunque desde una perspectiva histórica a largo plazo parezcan un único proceso migratorio. Además, estas masas humanas son difíciles de calcular numéricamente porque solían estar conformadas por diversas tribus unidas y separadas durante la migración. A los tervingios se les sumaron contingentes de greutungos, alanos, hunos y hasta romanos, como esclavos fugitivos, desertores y buscadores de oro. Precisamente, el tamaño de estas tribus significó que los grandes enfrentamientos entre germanos y romanos rara vez involucraron más de 20 000 combatientes.
Se presentaban voluntarios para cultivar y defender una zona fronteriza escasamente poblada, donde las pocas legiones y los mercenarios francos se habían mostrado insuficientes frente a las invasiones anteriores de los propios godos y otros pueblos bárbaros. Los godos se asentaron en Moesia de forma prácticamente independiente, solo condicionados a pagar determinados impuestos y servir en el ejército cuando fuera necesario, por lo que comenzaron a recibir nuevas armas y adiestramiento en las técnicas de guerra romanas. También gozaron a partir de ese momento de la ciudadanía romana.

### La imposible convivencia

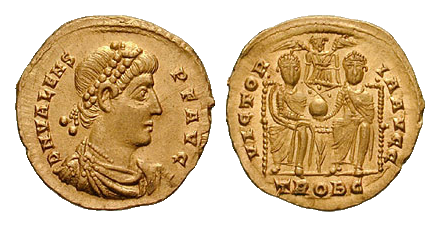
Sólido romano con la efigie del emperador Valente.

La instalación de los tervingios fue vista por amplios sectores del mundo romano como el ingreso de un ente autónomo, pagano, y posiblemente violento. Sin embargo, Valente consideró que los godos rápidamente asumirían las costumbres del Imperio y que al estar acorralados entre las legiones y los hunos, no se atreverían a sublevarse. Para hacer más fácil la asimilación, el Emperador ordenó que los godos se convirtieran al cristianismo y entregaran sus armas para entrar al imperio. Los bárbaros así lo hicieron, aunque su desarme nunca fue muy completo y su conversión fue al arrianismo, una forma de cristianismo considerada herética por la Iglesia. Por su parte, Valente necesitaba reclutas para su guerra contra el Imperio sasánida por el control de Armenia.
El problema empezó porque los Balcanes, región relativamente pobre, sufría de una corrupción endémica entre los funcionarios imperiales deseosos de hacer prosperar sus fortunas personales. Además, estaban las heridas aun abiertas por el reciente conflicto, así no fue sorprendente el abuso que ejercieron el dux Máximo, comandante de las tropas fronterizas, y el comes Lupicino, gobernador y recaudador de impuestos de Moesia, sobre los necesitados refugiados, tanto así que se relata, eran capaces de obligarlos a vender a sus niños como esclavos por perros para comer. Las autoridades estaban superadas, los asentamientos de pueblos bárbaros rara vez superaban y por poco los diez mil individuos. En esta ocasión eran muchos más de los que podían lidiar. Había otra diferencia fundamental, los godos no habían sido militarmente vencidos por los romanos, a diferencia de otros pueblos que conseguían similar permiso.
Esto empezó a causar molestias entre los líderes germánicos. Mientras Fritigerno (del gótico Frithugarnis) empezaba a desplazar del liderazgo a Alavivo (del gótico Alavivus), el jefe que había llevado a los godos al sur del Danubio. Atanarico, anterior líder de los tervingios, abandonado por la mayoría de su gente tras sus derrotas ante los hunos para huir con Alavivo, llegó a la frontera romana con sus últimos seguidores y no era el único, pues los greutungos habían llegado capitaneados por Alateo y Sáfrax y los taifalos hicieron lo mismo encabezados por el «Optimatus» Farnobio. Todos pidieron asilo y fueron rechazados por los funcionarios imperiales, cuya capacidad militar estaba excedida ya por los tervingios y sin duda estaban aterrados por estos nuevos contingentes.
Los temores se probaron ciertos cuando los greutungos empezaron a traspasar sin permiso la frontera con el serio peligro que se unieran a los tervingios. Mientras Atanarico volvió a refugiarse a los Cárpatos (del gótico Caucaland), montes que habían servido de refugio a los godos tras su derrota frente a los hunos, hasta que en 381 fue depuesto por una conspiración auspiciada por Fritigerno para que sus seguidores se le unieran, moriría un año después. Además, hartos del hambre, los tervingios abandonaron la zona donde estaban acampados a orillas del Danubio y se desplazaron a Marcianópolis (actual Devnja, Bulgaria). Los godos estaban a punto de rebelarse, pero los romanos no tenían fuerzas en la región para detenerlos. Ese miedo llevó a Lupicino a planificar el asesinato o secuestro de los líderes godos Alavivo y Fritigerno. Los invitó a cenar a la ciudad para, supuestamente, halagarlos y negociar con ellos, pero debían dejar a sus guardaespaldas afuera del cuartel donde se llevaría a cabo el evento. El plan era matar a los guerreros godos en el exterior y ocuparse de sus cabecillas en el interior, sin embargo, no todo salió según los planes. Los tervingios asesinaron a numerosos romanos y, como sucedería muchas veces durante esa guerra, robaron sus armas y armaduras; por otra parte, aunque Alavivo murió Fritigerno sobrevivió, aunque se desconoce si escapó o negoció con Lupicino.
Sin importar cómo escapó, en cuanto Fritigerno se reunió con su gente empezó a saquear los campos alrededor de Marcianópolis, entre tanto, Lupicino se dedicó a reunir un ejército para acabar con el problema en que se habían convertido los germanos. En la batalla que siguió los tervingios sumarían 7000 u 8000 guerreros, la mayoría a pie, pues el hambre los habría forzado a sacrificar la mayoría de sus caballos. Muchos iban mal armados y estaban desesperados por el hambre. Lupicino probablemente contara con 5000 hombres ya que debió dejar parte importante de sus tropas vigilando a los greutungos o en la base de Nicópolis ad Istrium. Probablemente ninguno de los dos bandos tuviera más de un millar de jinetes entre sus filas.
La batalla se resolvió rápidamente, cuando ambos ejércitos se vieron en los campos cercanos de Adrianópolis, formaron uno frente al otro y los godos cargaron temerariamente contra sus enemigos, haciéndolos romper filas y masacrando a la mayoría. Lupicino consiguió escapar a la ciudad y los combatientes germánicos se apropiaron de las armas de sus enemigos caídos. Los campos de Tracia quedaron a merced de las partidas de saqueadores tervingios, en tanto que las guarniciones de las ciudades tuvieron que atrincherarse en sus muros.

### La revuelta goda
Poco después de su inesperada victoria, a Fritigerno se le sumaron contingentes de greutungos liderados por Aleteo y Sáfrax que habían cruzado furtivamente poco tiempo atrás. Más encima se le sumaron los godos que servían en el ejército romano en Adrianópolis, expulsados de la ciudad por sus comandantes romanos, no sin antes robar gran cantidad de armamento por orden de sus caudillos Sueridas y Colias. También contaba con gran número de esclavos de origen godo que se fugaron para unírseles, buscadores de oro que vivían en las montañas y prisioneros romanos que desertaron. Así el caudillo tervingio podía contar con alrededor de 10 000 a 12 000 combatientes con los que decidió tomar Adrianópolis tras fracasar unas nuevas negociaciones, pero sus fuerzas se mostraron incapaces de traspasar las sólidas defensas. Prudentemente abandonó el asedio en cuanto empezaron a aparecer los primeros signos del invierno y dejó a sus guerreros dedicarse a saquear las zonas rurales cercanas en busca de provisiones.
A pesar de todo, los godos aun sufrían serios problemas de avituallamiento, por lo que seguían abiertos a lograr un nuevo tratado, donde consiguieran nuevas tierras para cultivar. Forzados a dividirse en pequeñas partidas de saqueadores eran vulnerables a que una por una éstas fueran derrotadas por los romanos, sin embargo, a lo largo de la guerra Fritigerno demostrara su habilidad para coordinarlas y mantener su dominio personal, acertando siempre en cuando dispersarse y cuando reagruparse.
Consciente de que debía hacer algo, Valente optó por hacer la paz con los sasánidas, pero demoraría su tiempo, aparte de tener que dejar un fuerte contingente en Armenia que garantizara el respeto de cualquier tratado. Esto no impidió el envío de refuerzos a cargo de Profuturo y Trajano. El sobrino del Emperador, su colega occidental, Graciano el Joven (359-383), envió a tropas auxiliares francas lideradas por Ricomero desde la Galia, pero es probable que la mitad de sus soldados desertase antes de llegar a Tracia.
Fue entonces cuando los tervingios y sus aliados quedaron atrapados en las montañas de los Balcanes, dispersos y hambrientos en los refugios que habían escogido, los pasos montañosos de salida fueron bloqueados por los romanos esperando así matarlos de hambre, pero una enorme banda de greutungos cruzó la frontera por la desembocadura del Danubio. Era ya el año 377, y poco después enfrentaban en la batalla de Ad Salices (en latín «en los Sauces») al ejército reunido por Ricomero, Trajano y Profuturo. El combate terminó indeciso y con gran número de bajas para ambos bandos. Después los romanos se refugiaron en Marcianópolis y los germanos lentamente avanzaron hacia el sur en su persecución, una vez llegados a esa ciudad se sumaron a su hueste un importante grupo de jinetes alanos y hunos. Ricomero volvió a la Galia por refuerzos y Valente ordenó a Saturnino aislar a los tervingios en las montañas, esto hubiera sido posible de no ser por la llegada de los greutungos, alanos y hunos, los bárbaros volvían a saquear a placer la región. Entre tanto Frigérido, gobernador de Panonia leal a Graciano, quedó a cargo de proteger Beoria después de haber traído refuerzos tiempo atrás junto a Ricomero. Finalmente, decidió volver a Panonia, durante el viaje de regreso se encontró una poderosa banda de taifalos y greutungos encabezada por Farnobio, quien había cruzado el Danubio con Aleteo y Sáfrax, pero se había separado para atacar la desprotegida Iliria. La mayoría de los invasores murieron, incluido su comandante, los sobrevivientes se rindieron y fueron enviados a ser peones en el norte italiano.
Para ese entonces era obvio para todo mundo que solo una campaña militar de grandes proporciones podría expulsar a los godos de Tracia, pero era obvio que Fritigerno no se quedaría sin hacer nada mientras los emperadores romanos se coordinaban. El jefe godo sabía que tenía que actuar o sería aniquilado en un movimiento de tenazas.

### El plan de contraataque romano

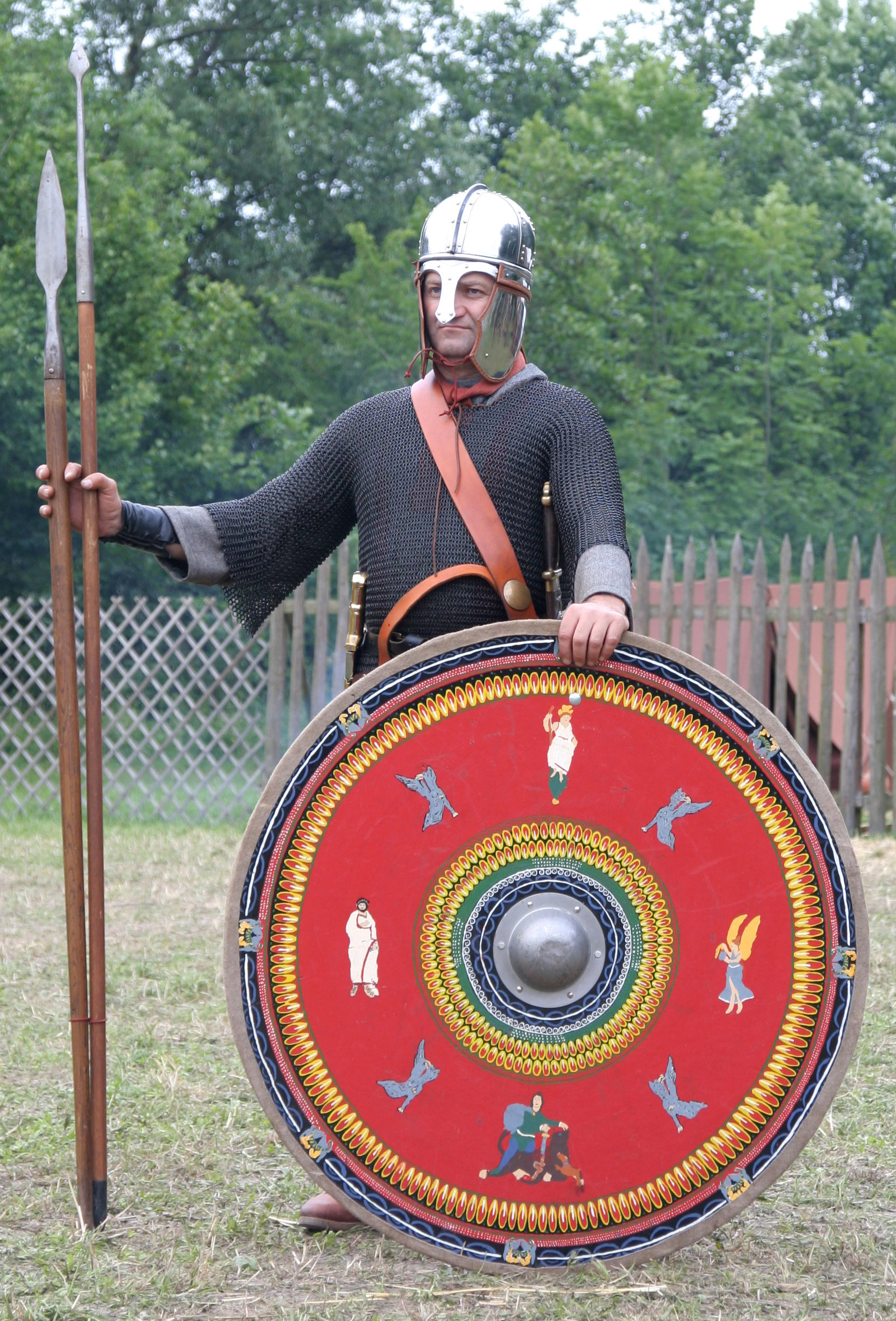
Típico equipo de un soldado romano en la época de las invasiones bárbaras.

Graciano decidió partir con un poderoso ejército a auxiliar a su tío, pero esto fue aprovechado por los alamanes para incursionar en la Galia a comienzos de 378. A pesar de ser rechazados, el clan de los lentienses cruzó el Rin y Graciano debió dar media vuelta y guerrear con ellos. En la batalla de Argentovaria los bárbaros terminaron aplastados. Este evento comprobó a Graciano que estaba obligado a dejar un gran porcentaje de sus fuerzas en la Galia, reduciéndose mucho la ayuda que lideraría al este. Durante su marcha, los romanos occidentales sufrirán una emboscada a manos de los alanos.
Es que en efecto, los godos no eran la única amenaza al territorio romano. Hunos y alanos representaban también una amenaza y algunas ya asaltaban la frontera danubiana, los cuados, los taifalos, los alamanes y los francos querían cruzar la frontera para refugiarse de los nómades orientales y saquear el débil, pero muy rico Imperio. Para empeorar la situación, los sasánidas solo respetarían el acuerdo si gran cantidad de tropas romanas, en preferencia las mejores, se quedaban en Armenia. Ante el enorme problema, los romanos necesitaban ganar tiempo para reunir un ejército poderoso. El comandante elegido para tal misión fue Sebastián, quien escogió 2000 hombres para llevar a cabo una exitosa campaña de guerrillas. El general romano conseguiría expulsar las partidas de godos de los alrededores de Adrianópolis, acabando con algunas y las contenía en un área restringida. Esto obligó a Fritigerno a reunir sus fuerzas y moverse a Cabyle, por el otro bando, Valente ya tenía todo su ejército reunido en Melantias y decidió marchar sobre Adrianópolis.
Durante la marcha Sebastián se unió al grueso de la tropa romana que acampo a las afueras de la ciudad. Enterado, Fritigerno decidió intentar dar un rodeo y apoderarse de Niké, pueblo entre Adrianópolis y Constantinopla; de tener éxito podría dejar sin suministros al emperador. Sin embargo, no consiguió llegar a Niké, el Emperador se dio cuenta antes y se preparó para la batalla.

## Fuerzas enfrentadas

### El ejército romano
El núcleo de su fuerza de combate fueron las veteranas legiones palatinae, apoyados por los auxilia palatinae y los limitanei y comitatenses. Sin embargo, mientras la importancia de la caballería aumentaba en el ejército imperial el equipo y disciplina de los infantes había decaído en calidad desde épocas clásicas como durante las guerras marcomanas, a pesar de que el papel decisivo en las batallas seguía en manos de la infantería. Las armas y protecciones de cada soldado eran muy distintas, la conocida lorica segmentata había sido reemplazada por la cota de malla; la clásica espada corta romana, el gladius, había sido desplazado por una mucho más larga, la spatha, siendo sustituida la estocada por el tajo; y la jabalina de los legionarios, llamada pilum, había prácticamente desaparecido.
Valente dejó el tesoro imperial destinado a financiar la campaña a salvo en Adrianópolis, y llamó a sus principales lugartenientes a un consejo de guerra para resolver si combatir o no. Su fuerza era probablemente superior a los 20 000 combatientes, sin embargo, debió dejar una guarnición importante en la urbe. Aunque el historiador británico Arnold Hugh Martin Jones defendió la cifra de 60 000 romanos, usando los datos proporcionados por la Notitia dignitatum, aunque actualmente es muy criticado, rebajando el tamaño del ejército de Valente a un cuarto o un tercio de lo que decía Jones.
Según los exploradores la hueste goda no disponía de más de 10 000 guerreros, era la oportunidad de acabar con los germanos antes de que se escabulleran, pero el César estaba dubitativo. Es posible que el Emperador dispusiera de entre 15 000 y 20 000 soldados disponibles para ir al campo de batalla, aunque probablemente la primera cifra se acercara más a la realidad ya que disponer de una aparente ventaja numérica de dos a uno Valente no hubiera dudado en atacar. Lo que desconocía el Emperador era que gran parte de la caballería bárbara estaba pastando fuera de la vista de sus exploradores, con la ventaja de usar estribos, al contrario que la caballería romana. También estaba la posibilidad de esperar a Graciano y su ejército (posiblemente similar al suyo, 15 000 a 20 000, aunque no podía llevar a la mayoría consigo tan lejos de sus fronteras), quien había enviado mensajeros pidiéndole a su tío que tuviese paciencia, sin embargo, el contingente que lo seguía debía ser bastante limitado, Valente sabría que de esperarlo tendría solo un pequeño apoyo militar, pero al precio de compartir la gloria de una victoria. Finalmente, primó la opinión de parte importante de sus generales y cortesanos y el César se decidió por atacar.

### El ejército germánico
Los tervingios habían recolectado las armas de los romanos muertos en los enfrentamientos anteriores y se les unieron numerosos contingentes de greutungos, alanos y hasta hunos, principalmente como caballería. Además, contaban con gran cantidad de desertores, esclavos fugitivos y otros romanos incorporados a sus filas.
Historiadores romanos cifraron la masa de refugiados en un millón de personas de las que hasta un quinto eran guerreros, sin embargo, la cifra es considerada por muchos historiadores modernos una exageración. Aunque algunos historiadores modernos han estimado que hasta 75 000 a 300 000 tervingios cruzaron el Danubio inicialmente, es bastante probable que fueran mucho menos, aun teniendo en cuenta que se sumaron contingentes de otras tribus, especialmente greutungos. Gabriel estima el tamaño de cada pueblo germánico en un promedio de 35 000 a 40 000 almas, incluidos 5000 a 7000 guerreros (pudiendo llegar a levantar huestes de 60 000 combatientes con sus coaliciones). Según Jones, las grandes confederaciones de tribus germánicas sumaban 50 000 hasta quizás 100 000 gentes en promedio, mientras que los pueblos más pequeños apenas llegaban a 25 000. La mayoría de los eruditos consideran que las diversas hordas bárbaras que invadieron el Imperio tenían entre veinticinco y noventa mil miembros, de los que una quinta parte podían empuñar un arma. Según Eutropio eran 200 000, estos sirvieron a Lenski para afirmar que no es imposible que los tervingios fueran 80 000 (15 000 a 20 000 guerreros) a los que podía agregarse otro tanto de greutungos y 20 000 a 30 000 hunos, alanos y taifalos.
Se ha calculado la población goda en 60 000 o 75 000 al norte del Danubio, un cuarto o un quinto hombres adultos. Pero en este caso se debe considerar que numerosos godos fueron muertos o esclavizados por los hunos, y que contingentes como los seguidores de Atanarico y Farnobio no pudieron unirse a Fritigerno. Quizás fueran unas 30 000 a 35 000 personas transportadas en 2000 o 5000 carromatos, siempre necesitados de provisiones, avanzaban lentamente. Según Jones serían treinta o cuarenta millares. Según Goldsworthy eran cuarenta o cincuenta mil, incluyendo familias, personas que buscaban vivir mejor en el Imperio y bandas de guerreros (con pocos no combatientes) que deseaban enriquecerse como mercenarios. Debe mencionarse que este contingente no incluía puramente tervingios ni a todos los tervingios (del mismo modo que no todos los greutungos se les unieron). A pesar de lo que digan fuentes antiguas de que cada noche los godos formaban un solo gran círculo con sus carromatos (gótico laager) con sus familias y animales al interior, sin embargo, esto hubiera sido demasiado lento para formar y muy difícil de defender por su extensión. Lo más probable es que los bárbaros al acampar formaran varios campamentos según los diversos clanes, cercanos entre sí y todos alrededor de alguna fuente de agua. Probablemente porque viajaban en pequeños grupos comunicados entre sí, no en una gran columna.
Fuentes clásicas hablan de 200 000 guerreros bárbaros, pero historiadores modernos consideran tamaña cifra una exageración. Aun si tal cifra se hubiera referido a todo la horda germánica, es decir, guerreros, familias y esclavos, lo máximo hubieran sido 60 000 hombres capaces de empuñar un arma. Sin embargo, aún hay quienes sostienen que 100 000 germanos presentaron batalla en Adrianópolis.
Según MacDowall probablemente la horda germánica contara con poco más de 10 000 combatientes, tal vez 12 000. Al parecer los exploradores del Emperador no estaban completamente equivocados. Jorgensen cree que eran hasta 15 000 guerreros, pero unos 4000 jinetes estaban pastoreando lejos del campamento cuando Valente llegó. Según Burns, la constitución del ejército germano pudo ser de 20 000 guerreros: 10 000 tervingios, 8000 greutungos y el resto alanos y hunos. Sin embargo, no todos pudieron salir a enfrentarse a los romanos en el campo de batalla, puesto que una fracción importante seguramente quedó protegiendo a sus familias, tal vez unos 15 000 lucharon en Adrianópolis. Jones cree que eran 10 000 guerreros tervingios al cruzar el Danubio. Goldsworthy esta de acuerdo con el anterior, pero sus fuerzas crecieron por la llegada de greutungos y esclavos fugitivos, probablemente godos, y hunos y alanos a los que prometió botín. Heather dice que es imposible que los godos sobrepasaran los 20 000 y seguramente eran muchos menos, dando una importante ventaja a Valente. También sugiere que muchos años después, en 416, los godos de Alarico I probablemente eran solo 15 000, como mucho 20 000. En cambio, Décarreux sostiene que debieron ser 10 000 efectivos en la batalla, aunque probablemente habrían crecido a 20 000 o 25 000 (para 100 000 personas en total) cuando saquearon Roma en 410.
En resumidas cuentas, la mayoría de los autores actuales cree que Fritigerno tenía más de 10 000 combatientes y no más de 20 000.

## Batalla

Desarrollo de la batalla.

El 9 de agosto de 378 Valente inició su marcha hacia el campamento de los godos, llegando cerca de las 14:00 horas, con sus tropas agotadas por recorrer unos 13 km bajo su ardiente sol veraniego y mediterráneo. A pesar de dicho factor ordenó a su ejército tomar posiciones para el combate, mientras la vanguardia (parte de la caballería) formaban una pantalla.
Los jinetes romanos se ubicaron en los flancos, mientras la infantería pesada y los auxiliares se desplegaron en el centro de la línea. Al contemplar esto, Fritigerno optó por intentar ganar tiempo parlamentando mientras enviaba mensajeros a su caballería, que en ese entonces estaba lejos pastando; un sacerdote fue enviado ante el Emperador, pero fue devuelto a los germanos. Los bárbaros, ya conscientes de que tendrían que luchar, dejaron a sus familias tras las líneas defensivas de carromatos y salieron al campo abierto para luchar. Entre tanto, Fritigerno intentó nuevamente dialogar con el Emperador, mientras que unidades de escaramuzadores romanos tanteaban las posiciones godas para impedir ataques sorpresivos o descubrir posibles emboscadas y sus puntos débiles. Una de estas unidades, al mando de Casio y Bacurio empezó el combate con el enemigo en el ala derecha de la línea romana. Pronto toda la caballería romana de dicho flanco se vio involucrada y acabó rechazada. Para empeorar las cosas para el César, la caballería bárbara a cargo de Aleteo y Sáfrax llegó en esos momentos poniendo en fuga a sus contrincantes.
En esos precisos momentos los tervingios se decidieron por atacar a la infantería romana en el centro, aprovechando que ésta todavía no había terminado de desplegarse. Tras una lluvia de flechas y jabalinas, la moral de los romanos se derrumbó y aunque los legionarios del ala izquierda consiguieron abrir una brecha entre sus enemigos en su línea, pero, como la caballería no había logrado desplegarse, no pudieron aprovechar ese éxito. Cuando la caballería goda atacó ese sector del ejército enemigo los jinetes romanos lograron hacerlos retroceder hasta la barricada de carromatos, pero al no contar con el apoyo de la caballería que había quedado de reserva producto del caos tuvieron que terminar huyendo. Fue entonces que vino el desastre, la caballería bárbara aprovechó para flanquear el centro de la línea romana y los legionarios y auxiliares que combatían a pie se vieron rodeados. Algunas unidades rompieron filas y huyeron, siendo cazados por los jinetes enemigos; otras, como los veteranos lanciarii y matiarii, permanecieron firmes alrededor del César hasta que una flecha acabó con su vida, otra versión del fin de Valente dice que sucedió en una pequeña granja cercana donde se refugió hasta que los godos le prendieron fuego con todos adentro. El cuerpo del Emperador jamás fue encontrado.

## Consecuencias

### A corto plazo

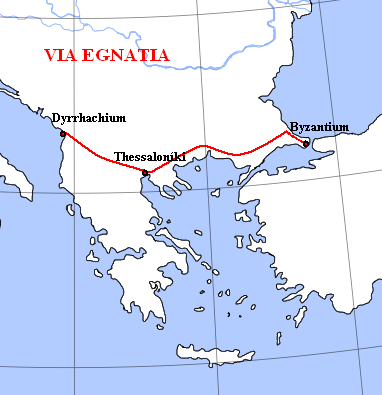
Via Egnatia, principal vía romana de los Balcanes. Adrianópolis está cerca de su recorrido, no lejos del punto en que la orientación cambia hacia el sureste y conduce a Constantinopla (Bizancio). De haber tomado Adrianópolis, los godos habrían llegado a la capital imperial rápidamente y sin oposición.

La derrota del ejército de Constantinopla le había costado la vida a su emperador, a los generales Sebastián y Trajano, a treinta y cinco tribunos y a dos tercios del ejército. Al menos, diez mil, probablemente de doce a quince mil soldados romanos caídos, quizás veinte mil. Graciano, enterado del destino de su tío, simplemente dio media vuelta para defender su propio imperio.
Por su parte, los godos aprovecharon de marchar inmediatamente contra Adrianópolis, deseosos de apoderarse del tesoro imperial, pero sus repetidos asaltos serán rechazados por la guarnición local y los supervivientes. Aunque muchos romanos desertaron, incluyendo los candidati, la guardia personal de Valente, nunca lograron que les abrieran las puertas y Fritigerno se decidirá por dirigirse a Perinto (actual Mármara Ereglisi, Turquía). Desde ahí fueron contra la propia Constantinopla, pero tras contemplar sus sólidas defensas y sufrir una sangrienta salida de unidades de mercenarios defensores de la ciudad contra su campamento.
La escasez crónica de víveres que sufrían los bárbaros hizo que se dirigiesen primero a Tracia, luego Iliria y finalmente a Dacia. Este respiro fue aprovechado por Graciano para imponer orden en Constantinopla.

### A largo plazo
La primera y obvia consecuencia de la aplastante derrota del Imperio romano de Oriente fue el trono vacante que Valente dejó en Constantinopla. Antes de que el caos se adueñase de Oriente, el emperador de Occidente y sobrino del difunto, Graciano, encargó su gobierno al general hispano Flavio Teodosio, quien fue coronado en 379 y llegaría a ser conocido como Teodosio el Grande. Teodosio adquirió el trono de Occidente años más tarde y fue el último hombre que gobernó el Imperio romano en su totalidad. Teodosio dirigió personalmente una nueva campaña contra los godos que terminó al cabo de dos años, tras los cuales consiguió derrotarlos y negociar un pacto en 382 con su nuevo jefe, Atanarico, que volvía a considerarlos como foederati en Moesia. Fritigerno no es mencionado, por lo que es posible que hubiera muerto o perdido el liderazgo que ejercía entre los germanos.
Aunque el nuevo pacto supuestamente devolvía la situación al statu quo inicial, lo cierto es que ya nada volvería a ser igual para los godos ni para los romanos. Tras Adrianópolis, los visigodos fueron plenamente conscientes de su fuerza y continuaron extorsionando a los romanos cada vez que les parecía conveniente. El que llegó más lejos con esta política fue Alarico I, que incluso aspiró a ocupar algún cargo importante en el gobierno del Imperio de Oriente. Al no ver resueltas sus demandas, sometió a los Balcanes a una nueva política de saqueos, llegando a entrar en Atenas. Solo cesó en su empeño cuando Rufino, el prefecto del pretorio del hijo de Teodosio, Arcadio, le reconoció como magister militum de la provincia de Iliria. Las desavenencias de Alarico con sus nuevos vecinos occidentales, que no reconocían el gobierno de Oriente ni el de Alarico sobre Iliria, conducirían en último término al saqueo de Roma en 410.

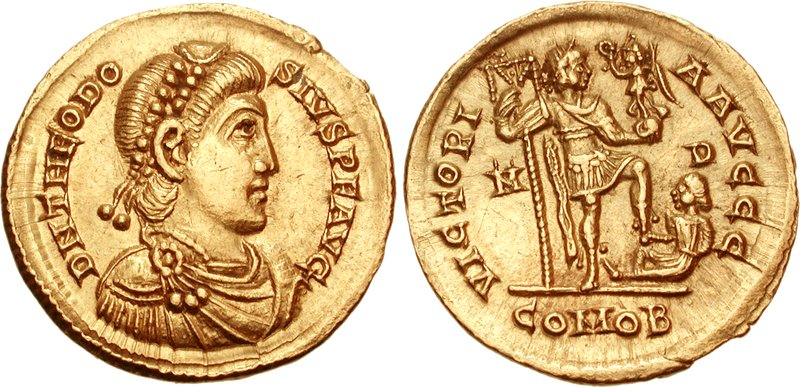
Solidus de Teodosio I, quien fue nombrado emperador de Oriente por Graciano.

La derrota de Adrianópolis tuvo también sus consecuencias en la forma romana de hacer la guerra. Tras la masacre romana, fue imposible recuperar el número de soldados y oficiales perdidos en la batalla y hubo que reestructurar el ejército, abandonando el clásico sistema de legiones. A partir de entonces, y fue Teodosio quien exportó el nuevo modelo a Occidente, el ejército romano se dividió en pequeñas unidades de limitanei, una suerte de guardias fronterizos, muchas veces bárbaros federados, dirigidas por un duque (dux) que gobernaba una zona fronteriza desde una fortaleza particular, más un ejército móvil de comitatenses, que se desplazaba de un lugar a otro según surgían los problemas. Este nuevo sistema de defensa sería el embrión del futuro sistema feudal vigente durante la Edad Media. La batalla de Adrianópolis también demostró la eficacia de la caballería en la guerra, por lo que su número aumentó en los nuevos ejércitos en detrimento de la infantería. Las nuevas unidades de caballería solían estar formadas asimismo por mercenarios bárbaros, fundamentalmente hunos, sármatas o persas, que combatían con espada larga y lanza y fueron a su vez los precursores de los caballeros medievales.
La presión demográfica de las tribus germánicas finalmente se desataba sobre el debilitado Imperio. La población de estos bárbaros había crecido constantemente de uno o dos millones en tiempos del Principado, duplicándose para la época de Valente. Finalmente, las grandes confederaciones tribales empezaban a asentarse en el territorio romano, poblado por cincuenta o sesenta millones de habitantes, la mitad en Europa. Los visigodos acabaron en Hispania y eran posiblemente setenta u ochenta mil, los ostrogodos en Italia, quizás apenas cuarenta mil, hérulos y suevos, de veinticinco a treinta y cinco mil cada uno, en Italia y Gallaecia respectivamente. Eran muy pocos en comparación a las enormes poblaciones que invadieron.
Finalmente, el caos ocasionado por los godos en Adrianópolis fue aprovechado por los hunos para cruzar el Danubio e imitar la política de saqueos y extorsiones que tan buenos resultados había dado a los godos. La victoria se había vuelto un ejemplo para el resto de las tribus que el Imperio era vulnerable, motivando a muchos a invadirlo y exigir tierras donde asentarse.
En diciembre de 405 el río Rin se congela y 100 000 a 200 000 suevos, alanos y vándalos (silingos, lacringos y asdingos o victovales) al mando de Radagaiso invadieron la Galia. Tenían 20 000 a 30 000 guerreros. Los romanos movilizaron unos 15 000 soldados para detenerlos, además de contingentes de alanos capitaneados por Saro y hunos de Uldin. Por entonces, el Imperio occidental contaba con 136 000 limitanei y 130 000 comitatenses, y el oriental 104 000 de los primeros y 248 000 de los segundos.
Cruzaron cerca de Moguntiacum (actual Maguncia), pero tras años de saqueo en la Galia los romanos contratarían a los ya llamados visigodos, que aportaron 12 000 efectivos para acabar con estas tribus. La lenta persecución terminaría por llevar a los godos a Hispania. Cuando Atila llegó al trono huno en 434, esta política era algo común para su pueblo, y fue él quien la llevó a su máxima expresión acelerando la caída del Imperio romano de Occidente.